# Dyskografia Tarji Turunen
Dyskografia Tarji Turunen, fińskiej wokalistki power i gothic metalowej, składa się z ośmiu albumów studyjnych: pięciu rockowych, dwóch świątecznych i jednego klasycznego; sześciu albumów koncertowych, czterech minialbumów i trzydziestu singli. Swoją solową karierę wokalistka rozpoczęła wydając singiel Yhden Enkelin Unelma, który został wydany również w formie minialbumu. Powstał on jeszcze za czasów współpracy wokalistki z zespołem Nightwish. Pierwszym długogrającym albumem Tarji była świąteczna płyta Henkäys Ikuisuudesta wydana w 2006 roku. Krążek ten zdobył platynową certyfikację sprzedaży w Finlandii i trafił w tym kraju na pierwsze miejsce na liście przebojów. Promował go singiel You Would Have Loved This. Rok później do sprzedaży trafił pierwszy rockowy album artystki My Winter Storm. Zdobył platynową certyfikację w Finlandii i Rosji, oraz złotą w Niemczech, Czechach, Szwajcarii i na Węgrzech. Pochodzą z niego takie single jak Die Alive czy I Walk Alone, który stał się hitem zarówno w Finlandii, Niemczech jak i w wielu innych krajach europejskich. W 2008 roku Tarja wydała minialbum The Seer; do współpracy przy tytułowej piosence zaprosiła Dorothee „Doro” Pesch. W 2010 roku pojawił się mroczny, rockowy krążek What Lies Beneath, nad którym artystka długo pracowała, eksperymentując z nowymi aranżacjami piosenek. 
W 2011 roku Tarja nawiązała współpracę z kilkoma zaprzyjaźnionymi muzykami (Kalevi Kiviniemi, Marzi Nyman i Markku Khron) – jej wynikiem była premiera albumu koncertowego In Concert – Live at Sibelius Hall, na którym znajdują się utwory nagrane w Lahti. W 2012 roku artystka zaprezentowała album koncertowy Act I, a już w sierpniu 2013 roku wydała swój trzeci studyjny rockowy album pod nazwą Colours in the Dark, promowany przez główny singiel, inspirowany Bolero, zatytułowany Victim of Ritual. Wkrótce potem pojawił się minialbum Left in the Dark, na którym zostały zawarte alternatywne wersje utworów z poprzedniego albumu oraz studyjna wersja piosenki Into The Sun. W 2016 roku artystka zaprezentowała czwarty rockowy album The Shadow Self, który zdobył złotą certyfikację w Rosji wraz z jego prequelem The Brightest Void. Na potrzeby promocji krążka Tarja nawiązała współpracę z Alissą White-Gluz, czego efektem stał się ich wspólny singiel Demons In You. Pod koniec 2017 roku swoją premierę miał drugi świąteczny album w karierze Tarji pt. From Spirits and Ghosts (Score for a Dark Christmas) zawierający mroczne aranżacje znanych piosenek oraz w pełni autorską kompozycje Together.  
Wydawnictwo koncertowe Act II pojawiło się jeszcze w połowie 2018 roku. Zawiera ono trzy różne nagrania: kameralny występ z Metropolis Studios w Londynie, koncert w Teatro della Luna Assago w Mediolanie z trasy The Shadow Shows 2016, a także pojawiający się na specjalnej wersji Mediabook występ z Pol’and’Rock Festival (wcześniej "Przystanku Woodstock") w Polsce.  
W sierpniu 2019 roku, swoją premierę miał piąty rockowy krążek Tarji zatytułowany In The Raw. Promowany był przez cztery single: Dead Promises, Railroads, Tears in Rain oraz You and I. Trasa koncertowa Raw Tour 2020 została przesunięta ze względu na globalną pandemię covid-19. 
Pod koniec 2020 roku swoją premierą miała reedycja krążka From Spirits and Ghosts (Score for a Dark Christmas), zawierająca dodatkowo krążek koncertowy Christmas Together: Live at Olomouc and Hradec Králové 2019, nagrany w Czechach podczas świątecznej trasy koncertowej Christmas Together.

## Albumy studyjne

### Albumy rockowe
| My Winter Storm                         | - Wydany: 19 listopada 2007 - Wytwórnia: Universal Music Group | 1  | 3 | 41 | 11 | 15 | 88 | 134 | 46 | 18 | 94 | 78 | - FIN: x2 platynowa płyta - GER: złota płyta - ROS: x2 platynowa płyta - CZE: złota płyta - SZW: złota płyta - HUN: złota płyta |
| What Lies Beneath                       | - Wydany: 1 września 2010 - Wytwórnia: Universal Music Group   | 7  | 4 | 45 | 12 | 11 | –  | 115 | 24 | 30 | 38 | 46 | - FRA: złota płyta |
| Colours in the Dark                     | - Wydany: 23 sierpnia 2013 - Wytwórnia: earMUSIC               | 5  | 6 | 53 | 14 | 11 | –  | 109 | 13 | –  | 33 | 34 | - CZE: złota płyta |
| The Shadow Self                         | - Wydany: 5 sierpnia 2016 - Wytwórnia: earMUSIC                | 13 | 7 | –  | 19 | 11 | 71 | –   | 23 | –  | 39 | 37 | - ROS: złota płyta |
| In The Raw                              | - Wydany: 30 sierpnia 2019 - Wytwórnia: earMUSIC               |    |   |    |    |    |    |     |    |    |    |    | |
| „–” oznacza, że album nie był notowany. |                                                                |    |   |    |    |    |    |     |    |    |    |    | |

### Albumy świąteczne
| Henkäys Ikuisuudesta                                 | - Wydany: 8 listopada 2006 - Wytwórnia: Universal Music Group | 1  | – | – | - FIN: 2x platynowa płyta |
| From Spirits and Ghosts (Score for a Dark Christmas) | - Wydany: 17 listopada 2017 - Wytwórnia: earMUSIC             | 32 | – | – |                           |
| „–” oznacza, że album nie był notowany.              |                                                               |    |   |   |                           |

### Albumy klasyczne
| Tytuł                    | Dane dot. albumu                                 | Pozycja na liście | Pozycja na liście | Pozycja na liście | Certyfikat |
| Tytuł                    | Dane dot. albumu                                 | FIN               | BEL (WA)          | BEL (FL)          | Certyfikat |
| ------------------------ | ------------------------------------------------ | ----------------- | ----------------- | ----------------- | ---------- |
| Ave Maria – En Plein Air | - Wydany: 11 września 2015 - Wytwórnia: earMUSIC | 31                | 159               | 165               |            |

## Albumy koncertowe
| FIN                                                         | CHE                                                     | AUT | BEL (WA) | BEL (FL) |    |    |
| In Concert – Live At Sibelius Hall                          | - Wydany: 2 grudnia 2011 - Wytwórnia: Mystic Production | 37  | –        | –        | –  | –  |
| Act I                                                       | - Wydany: 24 sierpnia 2012 - Wytwórnia: earMUSIC        | 12  | 48       | 36       | 82 | 99 |
| Beauty and the Beat                                         | - Wydany: 30 maja 2014 - Wytwórnia: earMUSIC            | 2   | 3        | 4        | –  | –  |
| Luna Park Ride                                              | - Wydany: 29 maja 2015 - Wytwórnia: earMUSIC            | 1   | 3        | 4        | –  | –  |
| Act II                                                      | - Wydany: 27 lipca 2018 - Wytwórnia: earMUSIC           | –   | –        | –        | –  | –  |
| Christmas Together: Live at Olomouc and Hradec Králové 2019 | - Wydany: 6 listopada 2020 - Wytwórnia: earMUSIC        |     |          |          |    |    |
| „–” oznacza, że album nie był notowany.                     |                                                         |     |          |          |    |    |

## Minialbumy
| Yhden Enkelin Unelma                    | - Data: 1 grudnia 2004 - Wydawca: Universal Music Group | 1  | –  | –  | –  | – | – | - FIN: złota płyta |
| The Seer                                | - Data: 1 grudnia 2008 - Wydawca: Spinefarm Records     | –  | –  | –  | –  | – | – |                    |
| Left in the Dark                        | - Data: 4 lipca 2014 - Wydawca: earMUSIC                | –  | –  | –  | –  | – | – |                    |
| The Brightest Void                      | - Data: 3 czerwca 2016 - Wydawca: earMUSIC              | 25 | 99 | 35 | 41 | – | – |                    |
| „–” oznacza, że album nie był notowany. |                                                         |    |    |    |    |   |   |                    |

## Single
| „Yhden Enkelin Unelma”                         | 2004 | 1 | –  | –  | –  | –  | 8 | –  | Yhden Enkelin Unelma                                        |
| „You Would Have Loved This”                    | 2006 | 5 | –  | 7  | 6  | –  | 5 | –  | Henkäys Ikuisuudesta                                        |
| „I Walk Alone”                                 | 2007 | 6 | 16 | 6  | 23 | 49 | – | –  | My Winter Storm                                             |
| „Die Alive”                                    | 2008 | – | 76 | 14 | –  | –  | – | 11 | My Winter Storm                                             |
| „Enough”                                       | 2009 | – | –  | 56 | –  | –  | – | –  | My Winter Storm                                             |
| „Falling Awake”                                | 2010 | – | –  | –  | –  | –  | – | 18 | What Lies Beneath                                           |
| „I Feel Immortal”                              | 2010 | – | 55 | –  | –  | –  | – | –  | What Lies Beneath                                           |
| „Until My Last Breath”                         | 2010 | – | –  | –  | –  | –  | – | 6  | What Lies Beneath                                           |
| „Underneath”                                   | 2011 | – | –  | –  | –  | –  | – | –  | What Lies Beneath                                           |
| „Walking in the Air (Live)”                    | 2011 | – | –  | –  | –  | –  | – | –  | In Concert – Live at Sibelius Hall                          |
| „Into The Sun”                                 | 2012 | – | –  | –  | –  | –  | – | –  | Act I                                                       |
| „Never Enough”                                 | 2013 | – | –  | –  | –  | –  | – | –  | Colours In The Dark                                         |
| „Vicitm of Ritual”                             | 2013 | – | –  | –  | –  | –  | – | –  | Colours In The Dark                                         |
| „500 Letters”                                  | 2013 | – | –  | –  | –  | –  | – | 4  | Colours In The Dark                                         |
| „Never Enough (Live)”                          | 2015 | – | –  | –  | –  | –  | – | –  | Luna Park Ride                                              |
| „No Bitter End”                                | 2016 | – | –  | –  | –  | –  | – | –  | The Brightest Void                                          |
| „Innocence”                                    | 2016 | – | –  | –  | –  | –  | – | 15 | The Shadow Self                                             |
| „Demons in You” (gościnnie: Alissa White-Gluz) | 2016 | – | –  | –  | –  | –  | – | 12 | The Shadow Self                                             |
| „An Empty Dream”                               | 2017 | – | –  | –  | –  | –  | – | –  | The Brightest Void                                          |
| „O Come, O Come, Emmanuel”                     | 2017 | – | –  | –  | –  | –  | – | –  | From Spirits and Ghosts (Score for a Dark Christmas)        |
| „O Tannenbaum”                                 | 2017 | – | –  | –  | –  | –  | – | –  | From Spirits and Ghosts (Score for a Dark Christmas)        |
| „Feliz Navidad”                                | 2017 | – | –  | –  | –  | –  | – | –  | From Spirits and Ghosts (Score for a Dark Christmas)        |
| „Love to Hate (Live in London)”                | 2018 | – | –  | –  | –  | –  | – | –  | Act II                                                      |
| „Undertaker (Live in Milan)”                   | 2018 | – | –  | –  | –  | –  | – | –  | Act II                                                      |
| „Victim of Ritual (Live at Woodstock)”         | 2018 | – | –  | –  | –  | –  | – | –  | Act II                                                      |
| „Dead Promises”                                | 2019 | – | –  | –  | –  | –  | – | –  | In The Raw                                                  |
| „Railroads”                                    | 2019 | – | –  | –  | –  | –  | – | –  | In The Raw                                                  |
| „Tears in Rain”                                | 2019 | – | –  | –  | –  | –  | – | –  | In The Raw                                                  |
| "You and I”                                    | 2019 | – | –  | –  | –  | –  | – | –  | In The Raw                                                  |
| "Together (Live at Hradec Králové)”            | 2020 | – | –  | –  | –  | –  | – | –  | Christmas Together: Live at Olomouc and Hradec Králové 2019 |
| „–” oznacza, że singel nie był notowany.       |      |   |    |    |    |    |   |    |                                                             |

## Teledyski
| Tytuł                                  | Rok  | Reżyseria               | Album                                                | Źródło |
| -------------------------------------- | ---- | ----------------------- | ---------------------------------------------------- | ------ |
| „I Walk Alone”                         | 2007 | Jörn Heitmann           | My Winter Storm                                      | [ 31 ] |
| „Die Alive”                            | 2008 | Uwe Flade               | My Winter Storm                                      | [ 31 ] |
| „Falling Awake”                        | 2010 | –                       | What Lies Beneath                                    |        |
| „I Feel Immortal”                      | 2010 | Jörn Heitmann           | What Lies Beneath                                    | [ 31 ] |
| „Until My Last Breath”                 | 2010 | Jörn Heitmann           | What Lies Beneath                                    | [ 32 ] |
| „Until My Last Breath II”              | 2010 | –                       | What Lies Beneath                                    | [ 31 ] |
| „Never Enough” (Lyric Video)           | 2013 | –                       | Colours In The Dark                                  | [ 33 ] |
| „Victim Of Ritual”                     | 2013 | Florian Kaltenbach      | Colours In The Dark                                  | [ 34 ] |
| „500 Letters”                          | 2013 | Florian Kaltenbach      | Colours In The Dark                                  | [ 35 ] |
| „Ave Maria” Paolo Tosti                | 2015 | –                       | Ave Maria – En Plein Air                             | [ 31 ] |
| „No Bitter End”                        | 2016 | –                       | The Brightest Void                                   | [ 36 ] |
| „Innocence”                            | 2016 | Mariano Cattaneo        | The Shadow Self                                      | [ 37 ] |
| „An Empty Dream”                       | 2017 | –                       | The Brightest Void                                   | [ 38 ] |
| „O Come, O Come, Emmanuel”             | 2017 | Carlos Caceres Lavergne | From Spirits and Ghosts (Score for a Dark Christmas) |        |
| „O Tannenbaum”                         | 2017 | Carlos Caceres Lavergne | From Spirits and Ghosts (Score for a Dark Christmas) |        |
| „Feliz Navidad”                        | 2017 | –                       | From Spirits and Ghosts (Score for a Dark Christmas) |        |
| „Love to Hate (Live in London)”        | 2018 | –                       | Act II                                               | [ 39 ] |
| „Undertaker (Live in Milan)”           | 2018 | –                       | Act II                                               | [ 40 ] |
| „Victim of Ritual (Live at Woodstock)” | 2018 | –                       | Act II                                               | [ 41 ] |
| „Dead Promises” (Lyric Video)          | 2019 | –                       | In The Raw                                           | [ 42 ] |
| „Railroads”                            | 2019 | –                       | In The Raw                                           | [ 43 ] |
| „Tears in Rain”                        | 2019 | Florian Kaltenbach      | In The Raw                                           | [ 44 ] |
| „You and I” (Lyric Video)              | 2019 | –                       | In The Raw                                           | [ 45 ] |

## Inne
| Rok  | Tytuł | Album                                                          |
| ---- | --- | -------------------------------------------------------------- |
| 1996 | „Savonlinnan Taidelukion Romeo ja Julia”                                                                        | Musical w Savonlinna Senior Secondary School of Arts and Music |
| 2001 | „Until Dawn (Angels of Light)” (Beto Vázquez Infinity, gościnnie: Tarja Turunen)                                | Beto Vazquez Infinity                                          |
| 2001 | „Wizard” (Beto Vázquez Infinity, gościnnie: Tarja Turunen i Sabine Edelsbacher)                                 | Beto Vazquez Infinity                                          |
| 2001 | „Sadness in the Night” (Beto Vázquez Infinity, gościnnie: Tarja Turunen)                                        | Beto Vazquez Infinity                                          |
| 2001 | „The Laws of the Future” (Beto Vázquez Infinity, gościnnie: Tarja Turunen i Sabine Edelsbacher)                 | Beto Vazquez Infinity                                          |
| 2001 | „Promises Under the Rain” (Beto Vázquez Infinity, gościnnie: Tarja Turunen, Candice Night i Sabine Edelsbacher) | Beto Vazquez Infinity                                          |
| 2005 | „Tired of Being Alone” (Schiller, gościnnie: Tarja Turunen)                                                     | Tag und Nacht                                                  |
| 2005 | „Leaving You For Me” (Martin Kesici, gościnnie: Tarja Turunen)                                                  | So What... ?!                                                  |
| 2007 | „In the Picture” (Nuclear Blast Allstars, gościnnie: Tarja Turunen)                                             | Nuclear Blast All-Stars: Into the Light                        |
| 2009 | „Walking With the Angels” (Doro, gościnnie: Tarja Turunen)                                                      | Fear No Evil                                                   |
| 2009 | „Rompe el Hechizo” (Rata Blanca, gościnnie: Tarja Turunen)                                                      | Koncert wraz z Rata Blanca                                     |
| 2009 | „Guerrero del Arcoiris” (Rata Blanca, gościnnie: Tarja Turunen)                                                 | Koncert wraz z Rata Blanca                                     |
| 2009 | „Child in Time” (Rata Blanca, gościnnie: Tarja Turunen)                                                         | Koncert wraz z Rata Blanca                                     |
| 2009 | „Arkihuolesi Kaikki Heitä”                                                                                      | Maailman Kauneimmat Joululaulut                                |
| 2009 | „Heinillä Härkien”                                                                                              | Maailman Kauneimmat Joululaulut                                |
| 2009 | „Maa on niin Kaunis”                                                                                            | Maailman Kauneimmat Joululaulut                                |
| 2010 | „The Good Die Young” (Scorpions, gościnnie: Tarja Turunen)                                                      | Sting in the Tail                                              |
| 2013 | „Never Too Far” (Mike Oldfield, gościnnie: Tarja Turunen)                                                       | Tubular Beats                                                  |
| 2013 | „Paradise (What About Us?)” (Within Temptation, gościnnie: Tarja Turunen)                                       | Hydra                                                          |